# Prievidza
Prievidza és una ciutat d'Eslovàquia. Es troba a la regió de Trenčín, és capital del districte de Prievidza. Després de Trenčín (55.000 hab.), és la ciutat més gran de la regió.

## Història
La primera menció escrita de la vila es remunta al 1113.

## Barris
Prievidza té cinc barris:
- Staré Mesto (centre de la vila)
- Píly
- Necpaly
- Kopanice
- Barris: Veľká Lehôtka, Malá Lehôtka, Hradec

## Demografia
| Godina             | 1994   | 2004   | 2014   | 2024    |
| ------------------ | ------ | ------ | ------ | ------- |
| Nombre de persones | 54.427 | 51.596 | 47.574 | 42.429  |
| Diferència         |        | −5,20% | −7,79% | −10,81% |

| Godina             | 2023   | 2024   |
| ------------------ | ------ | ------ |
| Nombre de persones | 42.980 | 42.429 |
| Diferència         |        | −1,28% |

## Ciutats agermanades
- Ibbenbüren, Alemanya
- Jastrzębie-Zdrój, Polònia
- Luserna San Giovanni, Itàlia
- Šumperk, República Txeca
- Valjevo, Sèrbia
- Velenje, Eslovènia